# Finsthwaite
Finsthwaite – wieś w Anglii, w Kumbrii, w dystrykcie (unitary authority) Westmorland and Furness. Leży 68 km na południe od miasta Carlisle i 363 km na północny zachód od Londynu.